# Južno-Sachalinsk
Južno-Sachalinsk (rusky Ю́жно-Сахали́нск, do roku 1946 Tojohara japonsky 豊原市, Tojohara-ši), je město v Rusku, na Dálném východě, na ostrově Sachalin. Leží na řece Susuja a je správním střediskem Sachalinské oblasti. Žije zde 180 085 obyvatel (2024).

## Etymologie
V roce 1882 byla založena ruská trestanecká kolonie Vladimirovka, jejíž název pocházel od křestního jména Vladimír, které patřilo místnímu vrchnímu dozorci. V letech 1905 až 1945 patřilo sídlo Japonsku a jmenovalo se Tojohara, což lze přeložit jako Krásná rovina. Po návratu jižní části Sachalinu pod správu SSSR v roce 1945, došlo v červnu 1946 na přejmenování města na Južno-Sachalinsk podle jeho polohy na jihu Sachalinu.

## Historie

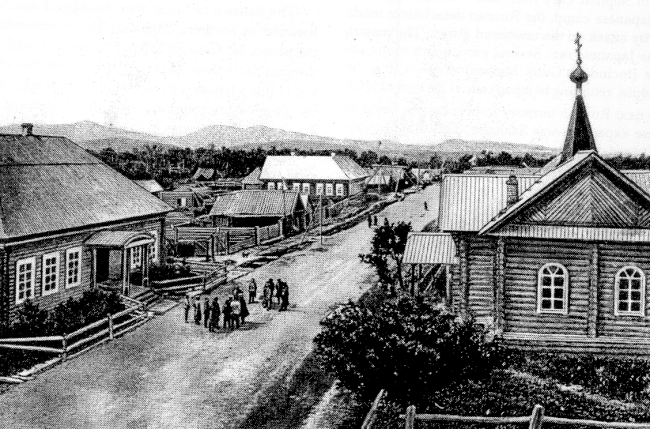
Vladimirovka (80. léta 19. století)

### Ruské období (do roku 1905)
Carská vláda nedokázala organizovat volnou kolonizaci ostrova Sachalin a proto v roce 1858 rozhodla, že Sachalin se stane místem, kam budou odesílání vyhnanci a odsouzenci k těžkým pracím. K realizaci ale došlo až v 1869, kdy začali být na ostrov deportování první vyhnanci a trestanci. V květnu 1881 byl major Vladimir N. Jancevič jmenován náčelníkem vyhnanců v jižní části Sachalinu a k jeho poctě byla založena v roce 1882 na místě dnešního města trestanecká osada Vladimirovka, která se stala součástí okresu Korsakov.
V roce 1885 žilo ve Vladimirovce 57 lidí, v roce 1895 již 130 obyvatel. 
Na přelomu 19. a 20. století byla Vladimirovka typickou ruskou vesnicí se samostatnými, převážně středními a malými domácnostmi. Centrální část osady se nacházela severně od současné továrny na koženou a gumovou obuv, okrajové části vesnice byly v místě současné hlavní pošty. Na říčce Rogatka byl mlýn. V západní části byly zemědělské usedlosti. Existovala zde pošta, škola, obchody, kaple a několik úřednických domků.

### Japonské období (1905–1945)
Dne 10. července 1905 během rusko-japonské války obsadila Vladimirovku japonská armáda. Na základě výsledků války se portsmouthskou smlouvu se v září 1905 stala jižní část Sachalinu, včetně Vladimirovky, součástí Japonska. V dubnu 1908 došlo k přejmenování osady na Tojohara a stala se hlavním správním střediskem nejsevernější japonské prefektury Karafuto. Tojohara byla budována jako důležité průmyslové středisko a dopravní uzel, japonská vláda podporovala daňovými dotacemi přesídlování Japonců do Tojohary a na těžké práce v dolech a továrnách tam násilně přesídlovala Korejce.
V srpnu 1923 navštívil Tojoharu japonský spisovatel Kendži Mijazawa.
Tojohara jako hlavní město Karafuta byla budována podle moderních japonských městských plánů a vše bylo stavěno k uctění císařských symbolů. Hlavní administrativní budovy, včetně vládní rezidence, byly obráceny k hlavní ulici Jinja dori, která vedla přímo na východ k chrámu Karafuto jinja, který byl postaven v roce 1911. U chrámu se nacházela chrámová zahrada s alejem pomníků k oslavě japonských kolonizačních vítězství.
V letech 1926 a 1931 se konalo v Tojohaře celojaponské mistrovství v lyžování.
Dne 22. srpna 1945 SSSR vyhlásil Japonsku válku a provedl první nálet na Tojoharu. Dne 24. srpna 1945 bylo město obsazeno sovětskou armádou pod velením podplukovníka Teťjuškina. 

### Sovětské období (1945–1991)
Dne 11. února 1945 podepsali Stalin, Roosevelt a Churchill Jaltskou dohodu, kde se Sověti zavázali krom jiného vyhlásit Japonsku válku a měli za to získat Sachalin, Kurilské ostrovy, dále nájem přístavu Port Arthur a další výhody na úkor Japonska. V srpnu 1945 byla Tojohara obsazena sovětskou armádou, v lednu a únoru 1946 byl zlikvidován systém japonské moci. Dne 4. června 1946 bylo rozhodnuto o přejmenování Tojohary na současný název Južno-Sachalinsk, který se začal používat od roku 1947. V dubnu 1947 se stal Južno-Sachalinsk hlavním městem Sachalinu.
Japonci byli hned po válce vystěhováni z města do Japonska, ve městě ale zůstalo tisíce Korejců, kteří se neměli kam vrátit. Mnozí z nich proto zůstali v Južno-Sachalinsku a tvoří tak výraznou menšinu ve městě.
V září 1977 byla rozloha města 8241 hektarů a do začátku roku 1982 se zvýšila na 13800 hektarů, z nichž bylo 2700 hektarů zastavěno.

### Po roce 1991
Dnes se na Sachalinu těží hlavně zemní plyn, díky přílivu investic od společností, jako např. ExxonMobil a Shell. Většina populace je ruské národnosti, významnější menšinu tvoří Korejci (12 % obyvatel).

## Doprava
Město je spojeno mezinárodním letištěm Južno-Sachalinsk (ICAO: UHSS). Ostrovem vede železniční síť, Japonci vybudovali první spoj roku 1906 na jižní straně, v sovětské éře byla trať rozšířená i do severních oblastí ostrova. V roce 2006 byla trať dlouhá 805 km. Do budoucna se uvažuje o vybudování podmořského tunelu k ostrovu Hokkaidó a o mostu na severní straně k pevnině.

## Mezinárodní vztahy

### Partnerská města
- Asahikawa, Japonsko (1967)
- Jongil, Čína (1991)
- Hakodate, Japonsko (1997)
- Wakkanai, Japonsko (2002)
- Ansan, Jižní Korea (2003)
- Jalta, Ukrajina (2014)
- Ču-chaj, Čína (2022)
- Grodno, Bělorusko (2022)
- Chej-che, Čína (2022)

### Zahraniční konzuláty
V Južno-Sachalinsku se nachází konzuláty následujících států:
- Japonsko
- Jižní Korea
- Kyrgyzstán[6]
- Nizozemsko

## Galerie

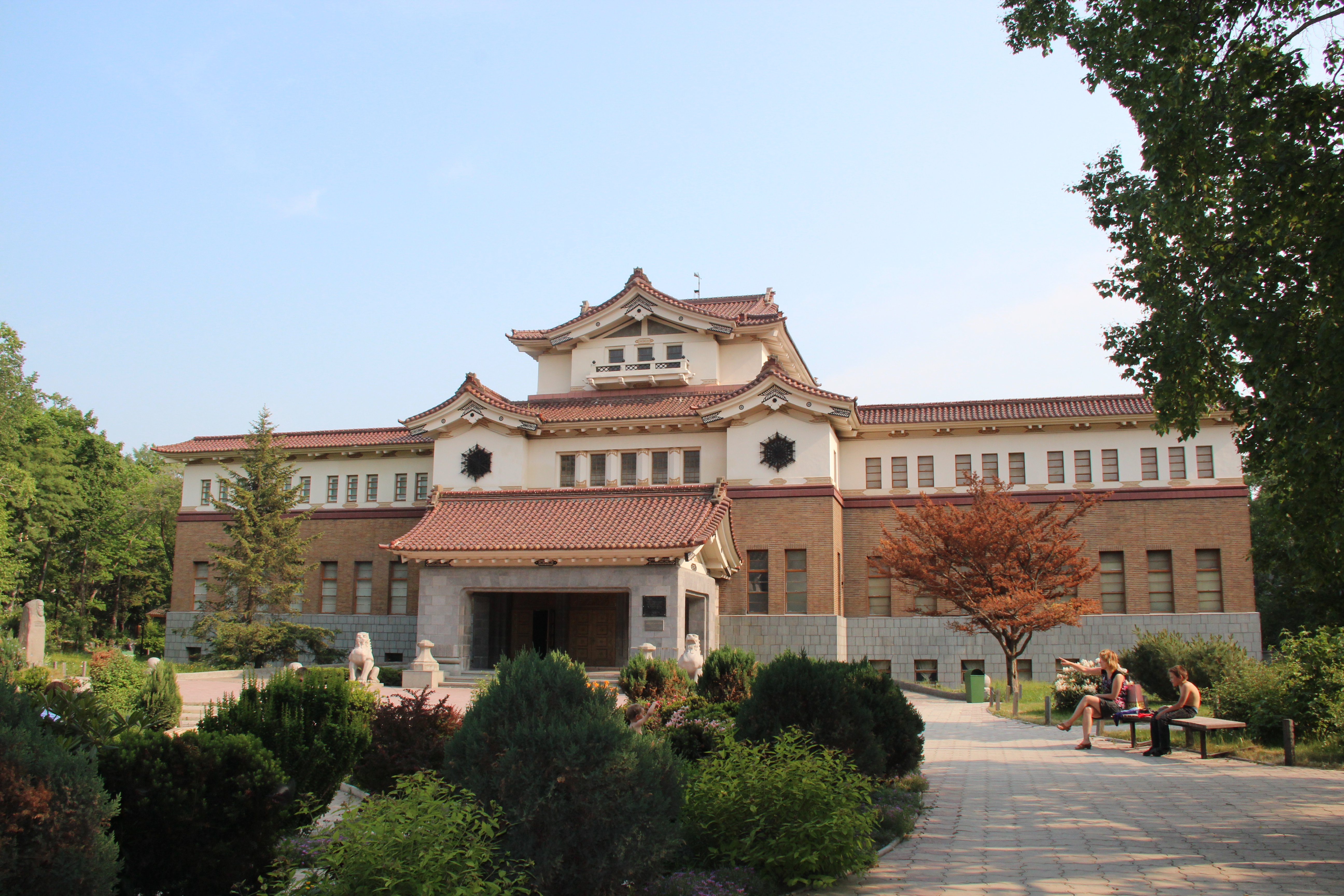
Južno-Sachalinské muzeum
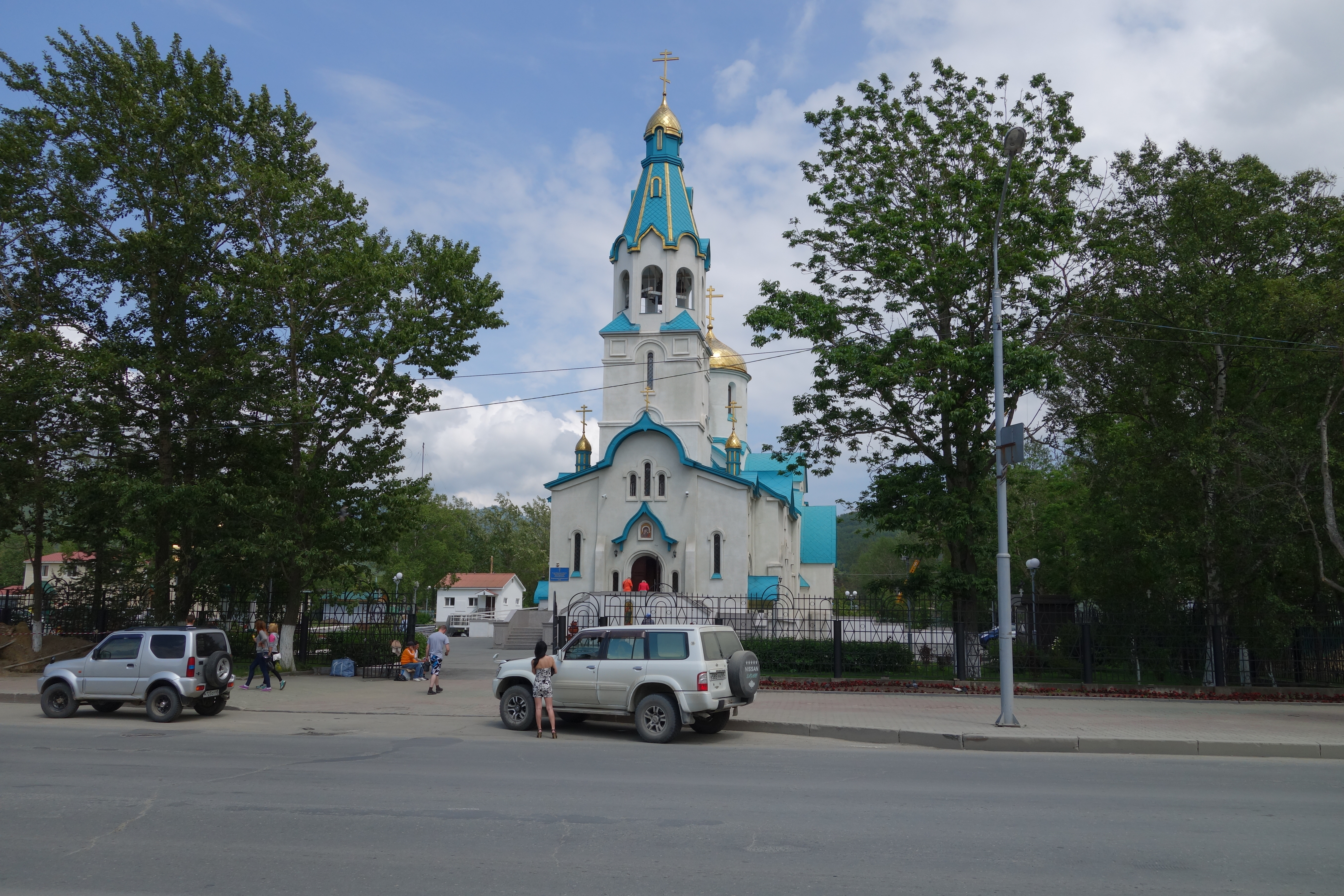
Katedrála Vzkříšení
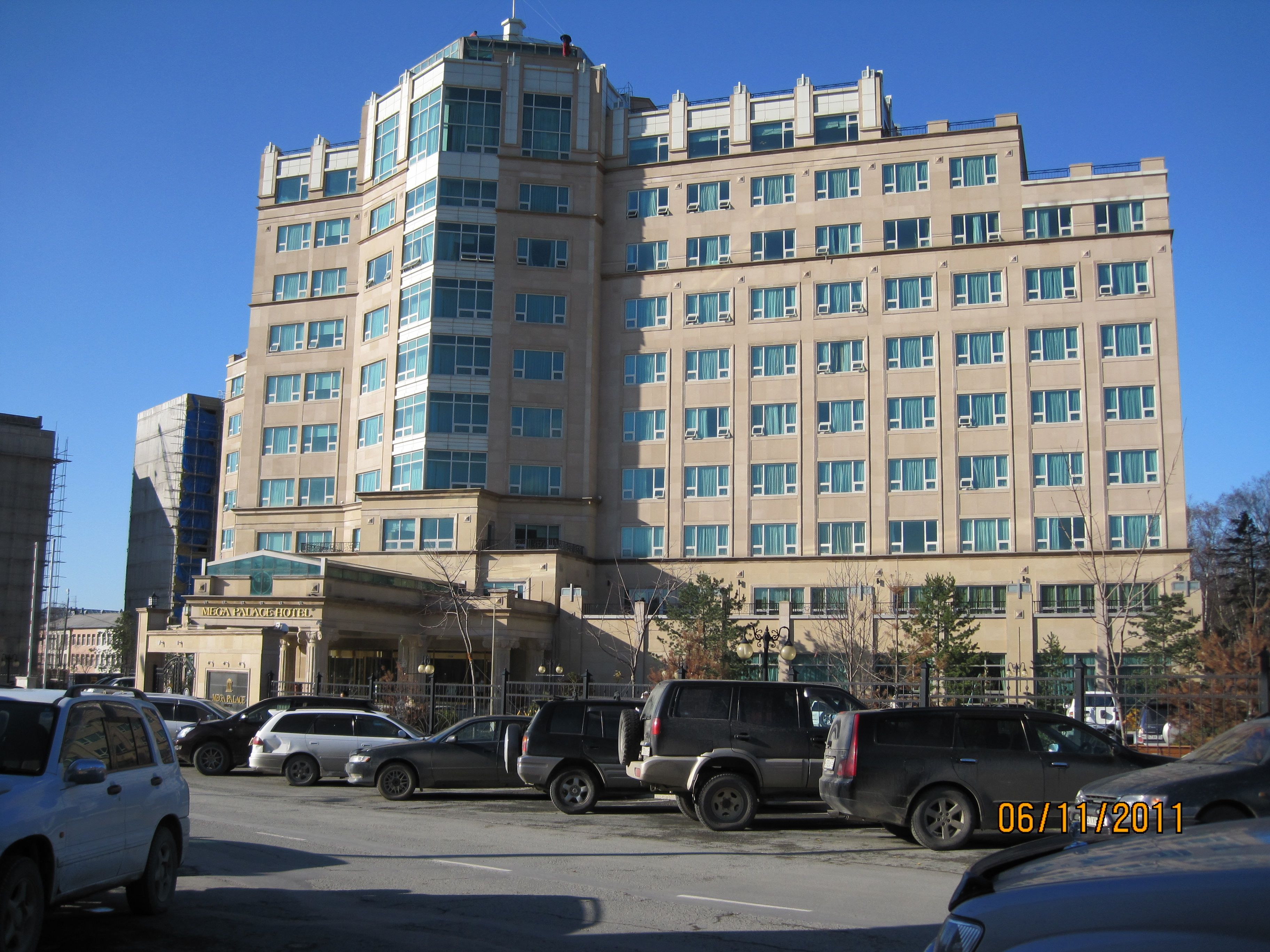
Hotel Megapalac
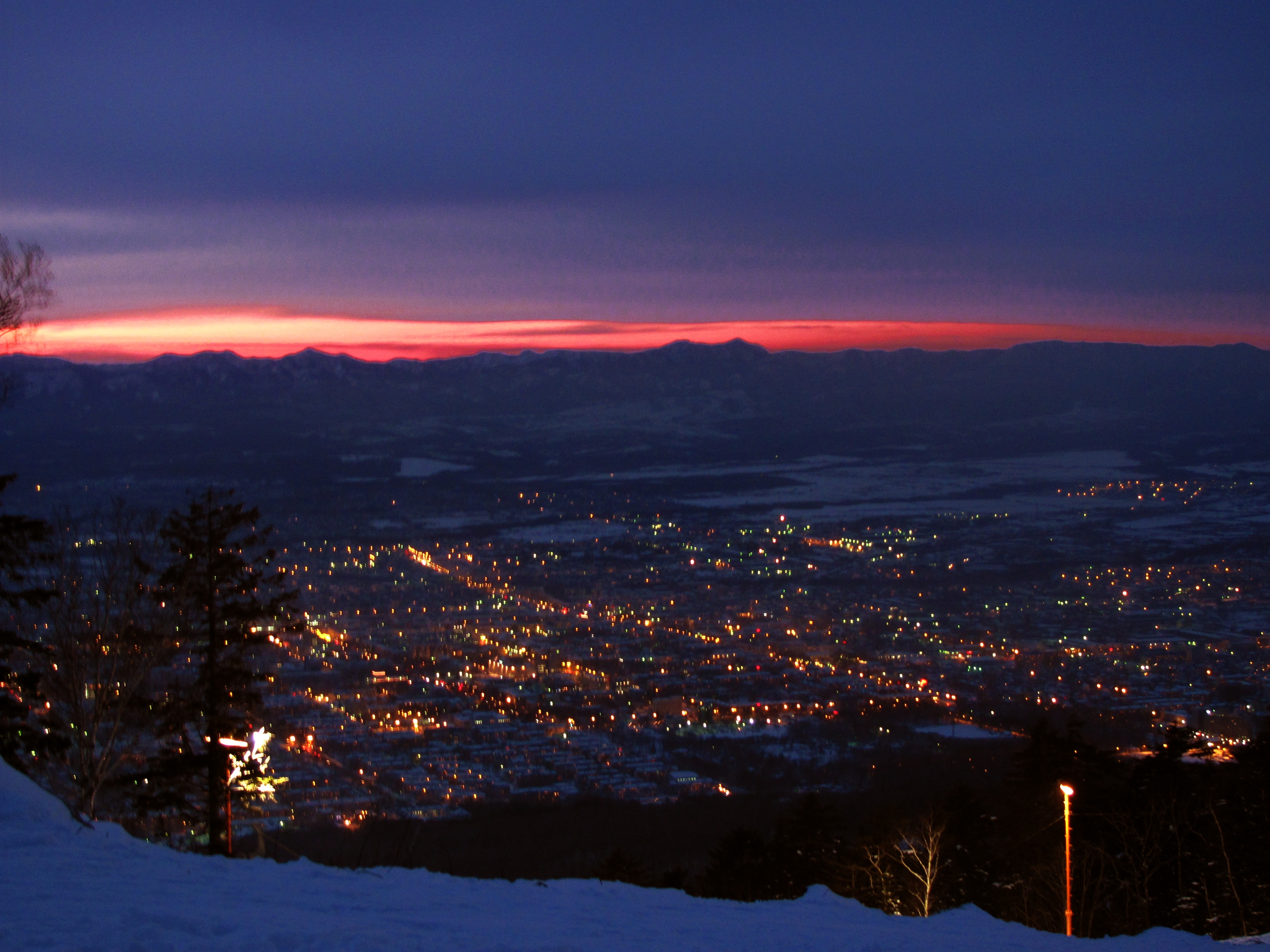
Noční pohled na město